# 1980 في أستراليا
فيما يلي قوائم الأحداث التي وقعت خلال عام 1980 في أستراليا.

## أحداث
- 1 يناير – مستر أولمبيا 1980

## أفلام
من الأفلام التي صدرت هذه السنة في أستراليا:
- 1 يناير – ماد ماكس من إخراج جورج ميلر.

## مواليد

### يناير
- 1 يناير – بن فروست ملحن أسترالي.

### فبراير
- 11 فبراير – مارك بريشيانو لاعب كرة قدم أسترالي.
- 19 فبراير – برادلي شيريدان لاعب كرة سلة أسترالي.
- 27 فبراير – ناثان هيلي لاعب كرة مضرب أسترالي.

### مارس
- 2 مارس – ريبيل ويلسون
- 13 مارس – ناثان فيليبس ممثل أسترالي.

### أبريل
- 5 أبريل – ستيفن بلاك لاعب كرة سلة أسترالي.
- 29 أبريل – إدي بوسنر

### مايو
- 9 مايو – غرانت هاكيت سبّاح أسترالي.
- 13 مايو – وارويك ستيفنسون درّاج طريق أسترالي.
- 16 مايو – سيمون جيرانس درّاج طريق أسترالي.
- 29 مايو – إيفي دومينيكوفيتش لاعبة كرة مضرب أسترالية.

### يونيو
- 19 يونيو – تيدي دان ممثل أمريكي.
- 23 يونيو – ديفيد أندرسون لاعب كرة سلة أسترالي.

### يوليو
- 22 يوليو – سكوت ديكسون سائق سيارة سباق نيوزيلندي.
- 27 يوليو – ألان ديفيس درّاج طريق أسترالي.

### أغسطس
- 5 أغسطس – جيسون كولينا لاعب كرة قدم أسترالي.
- 15 أغسطس – مايكل كاتسيديس ملاكم أسترالي.
- 28 أغسطس – مات كارول لاعب كرة سلة أمريكي.

### سبتمبر
- 7 سبتمبر – سارة كاريجان درّاجة طريق أسترالية.

### ديسمبر
- 16 ديسمبر – ناتالي بورتر لاعبة كرة سلة أسترالية.
- 17 ديسمبر – سوزي باتكوفيتش لاعبة كرة سلة أسترالية.

## وفيات

### يناير
- 2 يناير – إيرين كريسبين (مواليد 1896) إحاثية أسترالية.

### فبراير
- 7 فبراير – ريتشارد وليامز (مواليد 1890)

### أكتوبر
- 9 أكتوبر – إميلي هود ويستاكوت (مواليد 1910) لاعبة كرة مضرب أسترالية.
- 27 أكتوبر – إدو مونرو (مواليد 1888) درّاج طريق أسترالي.